# Alle 8 in tre
Alle 8 in tre (in palinsesto noto anche come Radio2 alle 8 in tre) è stata la versione televisiva di Caterpillar AM, trasmissione radiofonica su Rai Radio 2, andato in onda su Rai 2 nel 2022.

## Programma
Ogni giorno i conduttori illustravano i buoni motivi per cui alzarsi la mattina, ma anche quelli per cui si poteva rimanere a dormire. All'interno del programma erano presenti giochi, quiz e tanta musica. Erano presenti anche ospiti, tra cui i medici, per sapere quali cibi sono ottimi per la salute.

## Messa in onda
Il programma è andato in onda su Rai 2 dal 17 ottobre al 2 dicembre 2022 nella fascia mattutina, dalle 8:00 alle 8:30.
Dal 5 dicembre 2022 è stato sostituito da Viva Rai2!, condotto da Rosario Fiorello, in onda dalle 7:15 alle 8:00, e da ...E viva il Videobox, dalle 8:00 alle 8:30.